# Стенли (Луизијана)
Стенли (енгл. Stanley) град је у америчкој савезној држави Луизијана.

## Демографија
По попису из 2010. године број становника је 107, што је 38 (-26,2%) становника мање него 2000. године.
| Група             | 2000.       | 2010.       |
| Белци             | 127 (87,6%) | 101 (94,4%) |
| Афроамериканци    | 15 (10,3%)  | 0 (0,0%)    |
| Азијати           | 0 (0,0%)    | 0 (0,0%)    |
| Хиспаноамериканци | 2 (1,4%)    | 3 (2,8%)    |
| Укупно            | 145         | 107         |